# 合头菊
合头菊（学名：Syncalathium kawaguchii）为菊科合头菊属的植物，是中国的特有植物。分布于中国大陆的西藏等地，生长于海拔3,800米至5,400米的地区，多生长在山坡、河滩砾石地和流石滩，目前尚未由人工引种栽培。